# Rivière des Mares
Pour les articles homonymes, voir Mare (homonymie).
 (avril 2020).
La rivière des Mares est un affluent de la rive ouest de la partie inférieure de la rivière du Gouffre, coulant entièrement dans la ville de Baie-Saint-Paul, dans la municipalité régionale de comté (MRC) de Charlevoix, dans la région administrative de la Capitale-Nationale, dans la province de Québec, au Canada.
Cette vallée est surtout desservie par la route 138 (boulevard de Monseigneur-De Laval) qui longe le côté ouest de la rivière du Gouffre, et le chemin de Louisbourg qui remonte partiellement cette vallée. Les parties intermédiaire et supérieure étant montagneuses comportent peu de routes carrossables. Outre la zone agricole dans la vallée de la rivière du Gouffre, la sylviculture constitue la principale activité économique de cette vallée.
La surface de la rivière des Mares est généralement gelée du début de décembre jusqu'au début d'avril ; toutefois la circulation sécuritaire sur la glace se fait généralement de la mi-décembre jusqu'à la fin mars. Le niveau de l'eau de la rivière varie selon les saisons et les précipitations ; la crue printanière survient généralement en avril.

## Géographie
La rivière des Mares prend sa source à l'embouchure du Lac de la Rivière des Mares (longueur : 0,9 km ; altitude : 507 m). Ce lac est enclavé entre les montagnes dont un sommet atteint 774 m à 0,76 km au sud-ouest ; un autre sommet atteint 969 m à 3,25 km au nord-ouest. L'embouchure de ce lac est située à :
- 2,5 km au sud du Lac Rémy, soit le lac de tête de la rivière Rémy ;
- 12,7 km au nord-est du cours de la rivière Sainte-Anne ;
- 11,7 km à l'ouest de l'embouchure de la rivière des mares (confluence avec la rivière du Gouffre) ;
- 12,1 km au nord-ouest du centre-ville de Baie-Saint-Paul[1].

À partir de sa source, le cours de la rivière des Mares descend sur 13,8 km dans une plaine de la rive ouest de la rivière du Gouffre, avec une dénivellation de 488 m, selon les segments suivants :
- 2,0 km vers le sud-est en dévalant la montagne, jusqu'à La Grosse Décharge Ouest (venant de l'ouest) ;
- 0,8 km vers le sud-est jusqu'au ruisseau du Pied du Mont (venant du sud-ouest) ;
- 3,4 km vers le nord-est en recueillant un ruisseau (venant du nord-ouest), en formant une grande courbe vers le nord pour contourner une montagne (situé du côté sud) dont le sommet atteint 474 m et passant du côté sud de la Montagne à Roch (altitude : 521 m), jusqu'au ruisseau des Étangs (venant du nord) ;
- 2,8 km vers le sud-est dans une vallée encaissée jusqu'au ruisseau de Louisbourg (venant du sud) ;
- 2,9 km vers le sud-est dans une vallée de moins en moins encaissée et en coupant la route 138 en fin de segment, jusqu'au ruisseau de l'Acul (venant du nord-ouest) ;
- 1,9 km vers l'est en serpentant en zone agricole en traversant des îlots forestiers, puis vers le nord, jusqu'à son embouchure[1].

La rivière des Mares se déverse dans un coude de rivière sur la rive sud-ouest de la rivière du Gouffre dans Baie-Saint-Paul. Cette embouchure est située à :
- 0,7 km à l'ouest de la route 138 ;
- 4,2 km au nord-ouest du centre-ville de Baie-Saint-Paul ;
- 5,4 km au nord-ouest de la confluence de la rivière du Gouffre et du fleuve Saint-Laurent[1].

À partir de l'embouchure de la rivière des Mares, le courant descend sur 7,8 km avec une dénivellation de 15 m en suivant le cours de la rivière du Gouffre laquelle se déverse à Baie-Saint-Paul dans le fleuve Saint-Laurent.

## Toponymie
Au cours de l'histoire, cette rivière fut désignée sous plusieurs noms avec plusieurs variations orthographiques : Rivière à la Truite, Ruisseau des Marées, Rivière Lamarre, Rivière des Mars, Rivière de la Mare et enfin Rivière des Mares. Selon certaines recherches auxquelles la Commission de toponymie du Québec a pris connaissance, le nom officiel actuel tire possiblement son origine de l'ancien domaine de la Mare à la Truite. Ce dernier tire son nom d'une petite étendue d'eau sise au fond de la vallée. L'usage du nom "Rivière de la Mare" est ancien puisqu'on le retrouve mentionné dans la délimitation des terres de Baie-Saint-Paul en 1716,.
Le toponyme « rivière des Mares» a été officialisé le 25 mars 1997 à la Banque des noms de lieux de la Commission de toponymie du Québec.